# Den hedervärde mördaren
Den hedervärde mördaren är den femte romanen av Jan Guillou om den svenska underrättelseofficeren Carl Hamilton, utgiven 1990. 

## Handling
Mord på två höga pensionerade militärer får såväl polisen som underrättelsetjänsten att börja undra om det finns något samband. Carl Hamilton och hans medhjälpare Joar Lundwall och Åke Stålhandske beordras att undersöka fallen och i de gamla hemliga arkiven gör de häpnadsväckande upptäckter.